# 萨空了

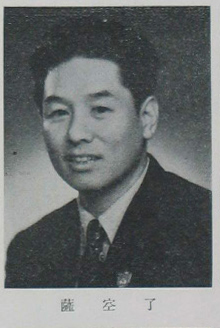
薩空了近照

萨空了（1907年3月26日—1988年10月16日），原名萨音泰，笔名了了、艾秋飚，蒙古族，男，四川成都人，中国新闻记者、主编、新闻学家。

## 生平
萨空了于1920年代起从事新闻事业，担任过《北京晚报》编辑、《世界日报》画刊编辑、《世界画报》主编、天津《大公报》艺术半月刊主编等。同时，他还任教于国立北平大学艺术学院，中国大学、民国学院新闻系、北京新闻专科学校等校。1935年在成舍我邀请下前往上海担任《立报》副刊《小茶馆》主编，次年起任总编辑兼经理。抗日战争爆发后前往香港创办《立报》并任总编辑。1939年赴新疆任《新疆日报》第一副社长。次年又赴重庆任《新蜀报》总经理。皖南事变后前往香港，任中国民主政团同盟机关报《光明报》总经理。1943年被捕入狱。1945年出狱后，前往香港任《华商报》总经理。1949年6月在北平协助胡愈之创辦中国民主同盟机关报光明日报，任秘书长。
中华人民共和国成立后，担任新闻总署副署长兼新闻摄影局局长。参加新政协筹备工作，是第一届全国政协代表。1951年起任出版总署副署长兼人民美术出版社社长。1954年任国家民族事务委员会副主任，同时兼任民族出版社社长。文化大革命期间受到批斗。1978年出任全国政协副秘书长。1982年创办《人民政协报》并任总编辑、党组书记。他还曾任民盟中央副主席、全国政协常委、全国人大代表等职。1988年逝世。